# Dobrova–Polhov Gradec község
Dobrova–Polhov Gradec község (szlovén nyelven Občina Dobrova–Polhov Gradec) Szlovénia 212 alapfokú közigazgatási egységének, azaz községének egyike a Közép-Szlovénia statisztikai régióban. Adminisztratív központja Dobrova.

## A községhez tartozó települések
A községhez Dobrova székhelyen kívül a következő települések tartoznak:
- Babna Gora
- Belica
- Brezje pri Dobrovi
- Briše pri Polhovem Gradcu
- Butajnova
- Črni Vrh
- Dolenja Vas pri Polhovem Gradcu
- Draževnik
- Dvor pri Polhovem Gradcu
- Gabrje
- Hrastenice
- Hruševo
- Komanija
- Log pri Polhovem Gradcu
- Osredek pri Dobrovi
- Planina nad Horjulom
- Podreber
- Podsmreka
- Polhov Gradec
- Praproče
- Pristava pri Polhovem Gradcu
- Razori
- Rovt
- Selo nad Polhovim Gradcem
- Šentjošt nad Horjulom
- Setnica
- Setnik
- Smolnik
- Srednja Vas pri Polhovem Gradcu
- Srednji Vrh
- Stranska Vas
- Šujica

## Népesség
| Lakosok száma | 7123 | 7266 | 7402 | 7465 | 7540 | 7605 | 7600 | 7661 | 7752 | 7830 |
|               | 2008 | 2009 | 2011 | 2012 | 2013 | 2015 | 2016 | 2017 | 2019 | 2020 |